# Высокое (Ромненский район)
В Амурской области в Михайловском районе тоже есть село Высокое.
Высо́кое — село в Ромненском районе Амурской области, Россия. Входит в Рогозовский сельсовет.

## География
Село Высокое расположено к юго-западу от районного центра Ромненского района села Ромны, автомобильная дорога идёт через Григорьевка, Дальневосточное и Поздеевку, расстояние до райцентра — 66 км.
Расстояние до Поздеевки (станция Забайкальской железной дороги на Транссибе) — 22 км.
От села Высокое на запад идёт дорога к административному центру Рогозовского сельсовета селу Рогозовка (расстояние — 8 км), далее к районному центру Ивановского района селу Ивановка.

## Население
| 2002 | 2010 | 2012 | 2013 | 2014 | 2015 | 2016 |
| ---- | ---- | ---- | ---- | ---- | ---- | ---- |
| 106  | ↘30  | ↘27  | ↘25  | ↘22  | ↘20  | ↘18  |
| 2017 | 2018 |      |      |      |      |      |
| ↘16  | →16  |      |      |      |      |      |